# Interestatal 8
La Interestal 8 (abreviado I-8) es una carretera interestatal en el Suroeste de los Estados Unidos. Esta parte al borde sur de Mission Bay en Sunset Cliffs Blvd. en San Diego (California) casi en el Océano Pacífico, se une con la Interestatal 10 al sureste de Casa Grande, Arizona. En California, especialmente al este del Condado de San Diego la I-8 se encuentra muy cerca de la frontera de los Estados Unidos con México. En puntos del este del Condado de Imperial la frontera se encuentra a 3 km de distancia. En todo el trayecto de California se le conoce como Kumeyaay Highway en honor de la comunidad indígena Kumiai que habita en el sur del Condado de San Diego.
Este es el reemplazo de histórica Ruta 80.

## Distancia
| km  | Estado     |  |  |
|     |            |  |  |
| 277 | California |  |  |
| 287 | Arizona    |  |  |
|     |            |  |  |
| 564 | Total      |  |  |

## Ciudades Importantes
Las ciudades más importantes por la que pasa la ruta son:
- San Diego (California)
- El Centro (California)
- Yuma (Arizona)
- Phoenix (Arizona) (vía Ruta Estatal de Arizona 85)
- Tucson (Arizona) (vía Interestatal 10)